# Navegantes
Navegantes, amtlich portugiesisch Município de Navegantes, deutsch Seefahrer, ist ein Küsten- und Tourismus-Ort im Bundesstaat Santa Catarina in Brasilien. Das Munizip liegt an der Südatlantikküste an der Mündung des Rio Itajaí-Açu und gegenüber von Itajaí. Die Bevölkerungszahl wurde zum 1. Juli 2021 auf 85.734 Einwohner geschätzt, die Navegantinoer genannt werden und auf einer Gemeindefläche von rund 111,4 km² leben.

## Namensherkunft
Navegantes ist eine Verkürzung von Nossa Senhora dos Navegantes (Unsere Frau der Seefahrer), eine Marienverehrung durch die 1898 eingeweihte Capela de Nossa Senhora dos Navegantes.

## Geographie
Angrenzende Gemeinden sind  Ilhota, Itajaí, Luiz Alves, Penha und Piçarras.

## Wirtschaft
Die Hauptwirtschaftsfaktoren sind der Fischfang und der Schiffbau. Seit kurzem hat ein Containerhafen Porto de Navegantes, kurz Portonave, den Betrieb aufgenommen, u. a. fährt MSC den Hafen an, die über eine Beteiligungsgesellschaft auch an dem Containerterminal finanziell beteiligt ist. Der Containerhafen steht in direkter Konkurrenz zum Nachbarterminal Teconvi im gegenüber liegenden Itajaí. Von beiden Terminals werden Güter aus dem Bundesstaat Santa Catarina in alle Welt verschifft. Es handelt sich um Textilprodukte, Schuhe und um Fleisch in Kühlcontainern. Portonave nahm 2007 seinen Betrieb auf und ist für den Umschlag von mehr als 1 Mio. Containereinheiten TEU ausgelegt. Im Dezember 2008 wurden die Hafenanlagen von Teconvi durch schwere Regenfälle beschädigt.
Die Stadt verfügt mit dem Flughafen Navegantes über einen internationalen Flughafen.

## Bevölkerungsentwicklung
| Jahr | Einwohner |
| ---- | --------- |
| 1980 | 13.532    |
| 1991 | 23.662    |
| 1996 | 32.362    |
| 2000 | 39.317    |
| 2005 | 49.125    |
| 2007 | 52.563    |
| 2009 | 57.324    |
| 2010 | 60.556    |
| 2021 | 85.734    |

Angaben in Kursiv sind lediglich Schätzungen.

## Religion
Die katholischen Gemeinden von Navegantes sind in den Pfarreien Santa Luzia, Santa Paulina, Nossa Senhora dos Navegantes und São Domingos de Gusmão zusammengefasst, die allesamt zum Bistum Blumenau gehören.